# 蔣勛 (成化進士)
蔣勛（1455年—？），字世功，直隸廣平府肥鄉縣人，民籍，明朝政治人物。

## 生平
順天府鄉試第九十九名舉人。成化十七年（1481年）中式辛丑科會試第二百四名，三甲第三十七名進士。授河南濟源縣知縣，二十三年五月选授试御史，弘治元年（1488年）实授貴州道監察御史，丁憂服闋，八年四月復除山東道，十月升河南按察司佥事。

## 家族
曾祖蔣彥深；祖父蔣祥，衛經歷；父蔣鳳，知縣。母顏氏。具慶下。兄雍、隆。